# Його золота година
Його золота година (англ. His Golden Hour) — американська короткометражна кінокомедія режисера Роя Клементса 1916 року.

## Сюжет
Спадс закоханий у дочку свого роботодавця, але їхній шлях кохання не проходить гладко. Міський хлопець, який має іпотеку на ферму, також закоханий у цю дівчину та переконує її батьків ухвалити рішення на його користь.

## У ролях
- Едвард Седжвік — Спудс
- Белль Беннетт — дочка роботодавця Спудса
- Волтер Беласко — роботодавець Спудса
- Гаррі Манн — міський хлопець
- Пет Руні
- Ден Даффі
- Патриція Руні
- Джейн Берноуді
- Віктор Потел
- Ейлін Седжвік